# Ронда (Велс)
Ронда (енгл. Rhondda) је град у Уједињеном Краљевству у Велсу. Према процени из 2007. у граду је живело 59.430 становника.

## Становништво
Према процени, у граду је 2008. живело 59.430 становника.
| 1981.  | 1991.  | 2001.  |
| ------ | ------ | ------ |
| 70,980 | 59,947 | 59,602 |